# Рябок жовтогорлий
Рябок жовтогорлий (Pterocles gutturalis) — вид рябкоподібних птахів роду рябок (Pterocles).

## Поширення
Вид поширився в Анголі, Ботсвані, Еритреї, Ефіопії, Кенії, Намібії, Південно-Африканській Республіці, Танзанії, Замбії і Зімбабве.